# Dones a l'antiga Xina
Es va restringir a les dones de l'antiga Xina i de la Xina Imperial a participar en diversos àmbits de la vida social mitjançant estipulacions socials que les feien romandre a la llar, mentre que els assumptes externs eren realitzats per homes. L'estricta divisió dels sexes, seguint la mentalitat «els homes llauren, les dones teixeixen» (xinès: 男 耕 女 织), va separar les vides dels homes i de les dones fins a la dinastia Zhou (周朝), amb els Ritus de Zhou (周禮), fins i tot estipulant que les dones fossin educades específicament en «ritus de dones» (陰 禮ǐ). Tot i que limitades per polítiques que les impedien tenir propietats, examinar-se o ocupar càrrecs, la seva restricció a un món distintiu només per a dones va impulsar el desenvolupament d'ocupacions específiques per a dones, cercles literaris exclusius, alhora que van aparèixer algunes dones amb certs tipus d'influència política inaccessible per als homes. Les dones van tenir una major llibertat durant la dinastia Tang (唐朝), però la condició de dones va declinar a partir de la dinastia Song (宋朝) en endavant amb l'augment del neoconfucianisme (宋明理學).
S'ha estudiat durant molts anys la història de la dona en el context de la Xina imperial. L'estatus social de dones i homes de l'antiga Xina estava estretament relacionat amb el sistema de parentiu xinès (宗族).

## L'antiga Xina
La historiografia xinesa rebuda sobre l'antiga Xina va ser editada àmpliament per estudiosos confucians al segle iv aC, que tenien l'objectiu de demostrar que el sistema de govern dinàstic s'estenia el més lluny possible en el passat. Aquests textos, com Zuo zhuan (左傳 ; Comentari de Zuo) i Shijing (詩經 ; Llibre de cançons), se centren en homes nobles i estudiosos, amb referències poc freqüents a les dones. Una excepció són les Lienü Zhuan (列女傳 ; Biografies de dones exemplars), recopilades al segle I aC com una col·lecció de relats de prudència per a homes, que posa de manifest els avantatges de les dones virtuoses. La majoria de dones incloses eren membres de la noblesa xinesa i es representaven generalment com a passives, amb els seus tutors masculins (marits o pares) que controlaven les seves accions.
La divisió matrimonial del treball d' «homes llauradors / dones teixidedores» va ampliar la bretxa en el poder de la presa de decisions de la llar a favor dels homes, mantenint les dones en una posició subordinada. En canvi, les restes arqueològiques de períodes preconfucians mostren que les dones tenien funcions actives a tots els nivells de la societat.

### El Neolític(c. 8500 aC – c. 2070 aC)
La societat neolítica de la Xina és percebuda com a matrilineal, amb societats patrilineals predominants posteriors per l'augment del pastoralisme i de la primera divisió social del treball. Això prové de les teories marxistes del materialisme històric, que argumenten que l'estructura social està determinada per l'economia. El fet que els enterraments tant de dones com d'homes de la cultura de Yangshao (仰韶文化) tinguessin aixovar funeràri, tot i que cadascun tenia diferents tipus d'articles, es va fer servir per demostrar que la primera gran divisió social del treball de Karl Marx no s'havia produït, per la qual cosa es considera que la cultura Yangshao ha estat matrilineal. Aquest supòsit continua essent influent en l'arqueologia moderna.
S'han trobat figuretes femenines que representen deesses o símbols de fertilitat en diversos llocs de la cultura de Hongshan (红山文化) a la província de Liaoning (辽宁省), així com la cultura de Xinglongwa (興隆洼文化) a l'est de Mongòlia interior (内蒙古). Aquestes figuretes es presenten amb les mans recolzades sobre els seus grans ventres i, quan es va trobar la figureta de Niuheliang (牛河梁) dins d'un temple, va donar suport a la idea que eren venerades. La divisió entre el sexe femení i el masculí també era probablement menys rígida en el neolític que en els períodes posteriors, com ho demostra una gerra del jaciment de Liupingtai (六 平台) de la cultura Majiayao (马家窑文化), a la província de Qinghai (青海省). Aquesta gerra està decorada amb una figura que té genitals masculins i femenins, portant als arqueòlegs a argumentar que combinant els gèneres augmentava més el seu poder, potser com a precursor de la filosofia posterior del yin i yang.

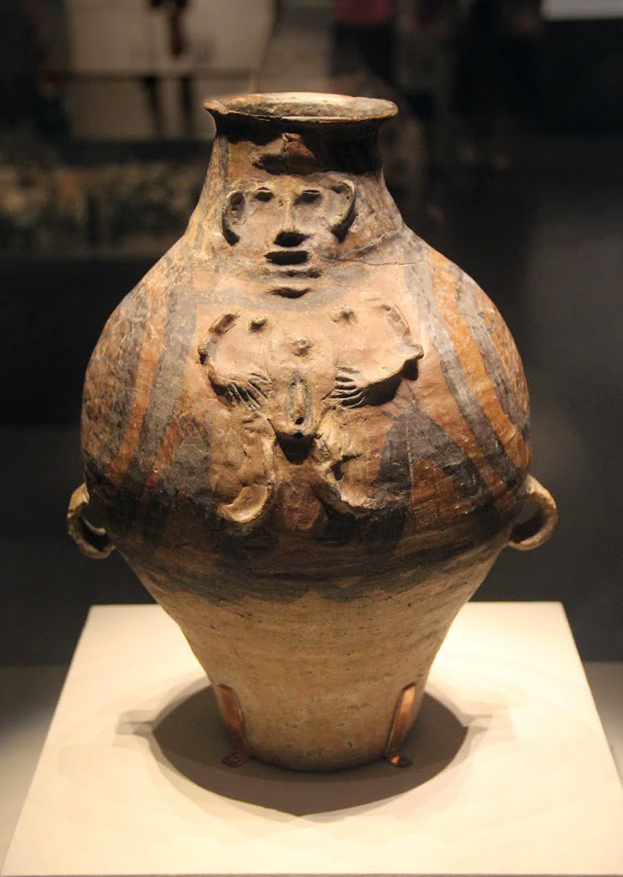
Gerra decorada amb una figura hermafrodita. Cultura Majiayao
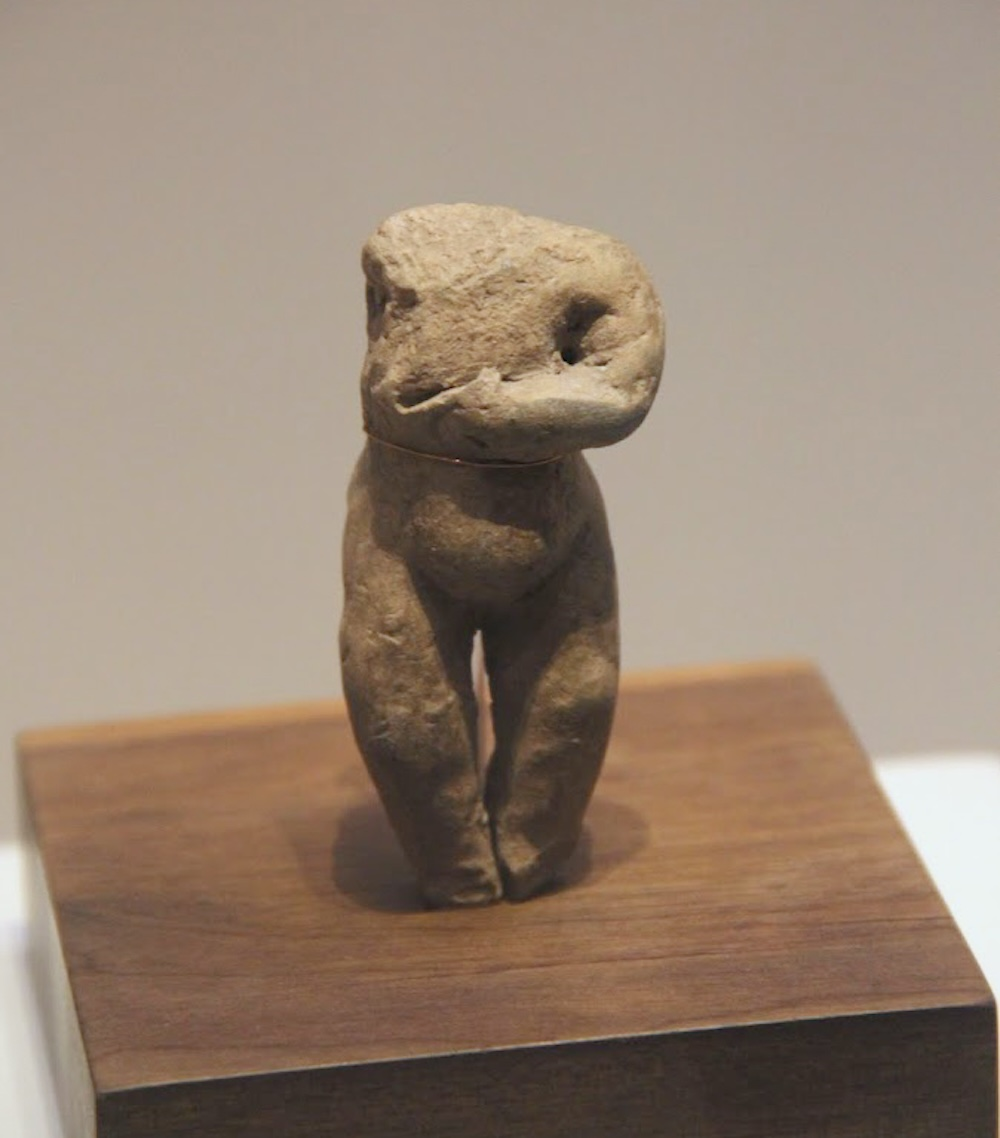
Figureta de terracota vermella d'una dona. Cultura de Hongshan, 3500 aC (Museu Nacional de la Xina)

Les dones enterrades a llocs pertanyents a la cultura Majiayao sovint van acompanyades de fusaioles, cosa que suggereix que teixir era una ocupació important. Quan un home i una dona s'enterraven junts, es ficaven un al costat de l'altre en les mateixes posicions, cosa que no suggereix cap diferència d'estatus social. En la cultura de Qijia (齊家文化), les dones és troben enterrades fora del taüt principal juntament amb l'aixovar funerari, com les tombes trobades al districte de Ledu (乐都区), a la província de Qinghai (青海省). Això suggereix que les dones eren tractades com a possessions dels homes enterrats a la fossa principal. Fins i tot es va atrapar la cama esquerra d'una dona en un enterrament doble sota la tapa del taüt, cosa que els arqueòlegs suggereixen que indica que va ser enterrada viva.

### La dinastia Shang (商朝)(1600 aC–1046 aC)
L'estatus de les dones variava entre les regions durant la dinastia Shang (商朝), ja que al nord del cementiri de Dadianzi (大 甸子) de la cultura de Xiajiadiana inferior (夏家店下层文化) contenia un nombre igual d'homes i dones, cosa que suggereix que a tots dos se’ls donava el mateix ritu d'enterrament. A més, l'edat mitjana de la dona a la mort va ser lleugerament superior a la dels homes, cosa que indica que van viure més temps. Això contrasta amb la pauta en altres cementiris del mateix període, on menys dones van rebre un enterrament formal.
Si bé es creu que les dones de la dinastia Shang es consideraven d'estat inferior als homes, les excavacions arqueològiques dels enterraments han demostrat que les dones no només podien assolir un estatus alts, sinó que també exercien un poder polític. La tomba de Fu Hao ((妇好墓)), consort del rei Wu Ding (武丁), contenia objectes preciosos de jade i vasos rituals de bronze, demostrant la seva riquesa. A més, s'han trobat registres de la dinastia Shang que expliquen que Fu Hao va dirigir les tropes a la batalla al nord dels territoris Shang, conquerint estats, dirigint serveis per adorar els avantpassats i assistint en assumptes polítics a la Cort. Després de la seva mort, Fu Hao va ser honorada pels governants posteriors com a avantpassada Xin i li van oferir sacrificis per assegurar que es mantingués benèvola.

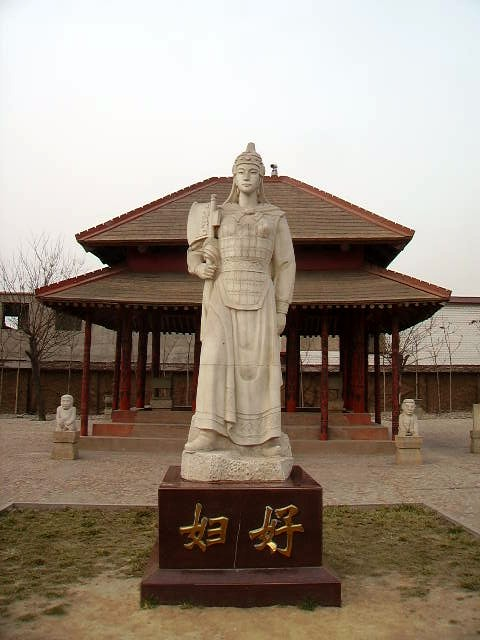
Estàtua de Fu Hao (婦好), per un artista modern
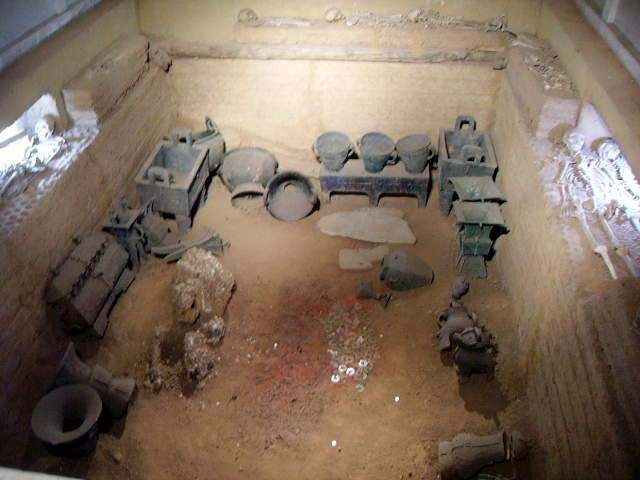
Tomba de Fu Hao (妇好墓)

Les preguntes als ossos de l'oracle (甲骨) suggereixen que els Shang preferien els nens abans que les nenes, ja que es va preguntar si l'embaràs de Fu Hao seria «bo» i els ossos van indicar que l'embaràs «no va bé; [el nen] era una nena». A més, als governants masculins se'ls va permetre casar-se amb diverses dones per millorar les seves possibilitats de tenir fills masculins. Fu Hao era, per tant, coneguda com a consort, mentre que Fu Jing (婦井) va ser la primera esposa. Aquesta diferència d'estatus es demostra pel fet que Fu Jing va ser enterrada al recinte del rei en una tomba amb una rampa. En canvi, Fu Hao va ser enterrada fora del cementiri oficial.

### La dinastia Zhou (周朝)(1045 aC–256 aC)

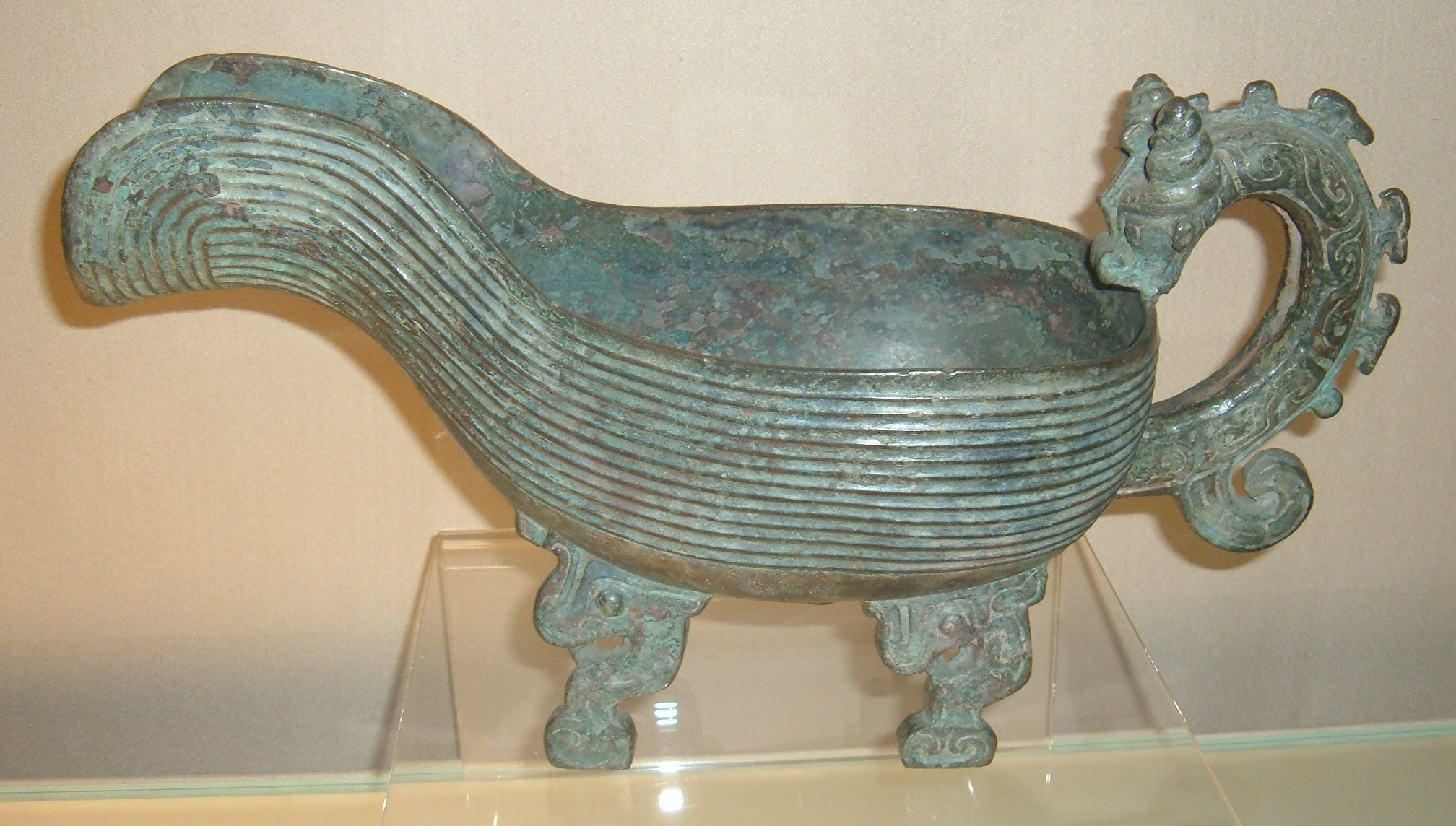
Una gerra yi de bronze creada per un marquès per la seva dona, Mengji (孟 姬), una princesa de Guo

Per la dinastia Zhou (周朝), la societat xinesa era decididament patriarcal, amb rols socials masculins i femenins determinats per una estricta jerarquia feudal. La base per a la divisió forçada de dones i homes en èpoques posteriors va aparèixer durant el període de Zhou Oriental, quan mohistes i legalistes van començar a aparellar els avantatges de cada sexe amb funcions de treball estereotipades; en teoria, aquesta divisió garantia la moral i l'ordre social. Les relacions de gènere ben ordenades es van expressar gradualment amb la frase «els homes llauren, les dones teixeixen» (男 耕 女 织). Aquesta divisió es va ampliar per crear una separació social entre homes i dones. El Yijing (易經 ; Llibre de les mutacions) estableix que, «entre els membres de la família, el lloc adequat de les dones està dins de la llar i el lloc propi de l'home és fora de la llar». Les fonts escrites indiquen que les dones estaven cada cop més confinades per fer complir aquesta separació de gènere. Les dones amb un estatus social inferior tenien que tornar a casa quan no es dedicaven a treballar inevitablement fora de casa, mentre les dones nobles gaudien del luxe de no haver de treballar fora. La capacitat de la seva família d'apartar-les de la mirada dels homes es va convertir en una indicació del seu estatus social.
Els textos transmesos, escrits principalment per homes, donen una impressió general de la percepció de la societat de la dinastia Zhou vers les dones. Indiquen que es preferien els nois, mentre que les noies eren menys valorades per al col·lectiu familiar que els nois. Fins als 9 anys, una nena podia rebre la mateixa educació que un nen, però, als 10 anys, les noies estudiaven les Tres Obediències i les Quatre Virtuts (三从四德); «obediències» es refereix a l'expectativa que obeís primer al seu pare, després al seu marit, i després als seus fills després de la mort del seu marit. El Llibre del Ritus (禮記 ; Liji) dicta que una dona tenia que casar-se amb 20 anys o, «si hi ha un problema, casar-se amb 23 anys». Després del matrimoni, les dones vivien amb la família del marit i tenien que demostrar pietat filial (孝) envers seus sogres com si fossin els seus pares. El costum que la família del nuvi tenia que compensar econòmicament la família de la núvia per haver-la perdut es pot remuntar a la dinastia Zhou, tal com es recull als Sis Ritus (三書六禮).
No sempre es van seguir les especificacions dels textos rituals Zhou sobre les dones. Per exemple, el cementiri dels marquesos de Jin a Shanxi contenia 19 enterraments conjunts dels senyors Jin i les seves esposes. Basant-se en els rics aixovars funeraris, els arqueòlegs han suggerit que l'estatus de les dones era més proper al dels homes durant el segle x aC, possiblement perquè els rituals de la dinastia Zhou encara no estaven implementats estrictament. No obstant això, en els enterraments de principis del segle ix aC, la quantitat de vasos de bronze que acompanyaven les dones va disminuir notablement, cosa que suggereix que ja existia el sistema ritual que dictaminava la subordinació d'una esposa al seu marit. En canvi, l'enterrament d'un senyor Jin que data del segle viii aC, per contra, és menor que qualsevol tomba de les seves dues dones, un acte explícitament prohibit pels textos. Això demostra el poder minvant del govern de Zhou, així com la variabilitat en els nivells d'aplicació dels rituals.
Hi ha registres de dones en aquest període que aconsellen els familiars masculins sobre estratègia política, defensant-se de dures sentències legals, ensenyant als nobles com disparar fletxes correctament, amonestant el seu governant per un comportament inacceptable i component poesia, com la Dama Xu Mu (許穆夫人) També hi ha un registre del rei Wu de Zhou (周武王) que va nomenar la seva dona Yi Jiang (邑 姜) com una dels seus nou ministres.

### Primaveres i tardors (春秋時代)(c. 771 aC – c. 476 aC)

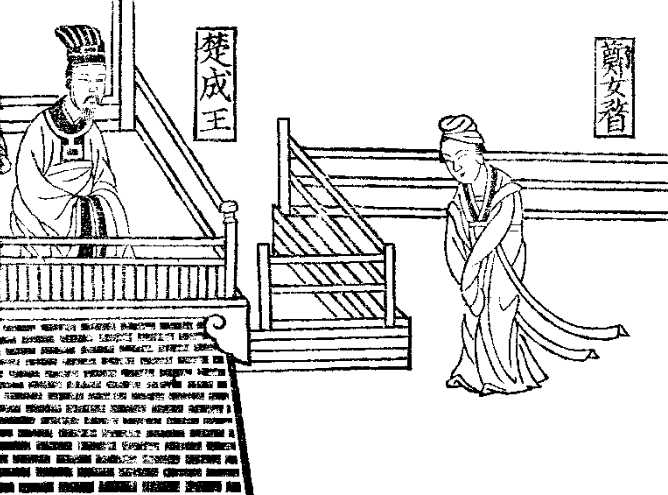
Impressió sobre fusta de la dinastia Qing que representa a Zheng Mao (鄭瞀) aconsellant el rei Cheng de Chu (楚成王) sobre la successió

La decadència del poder de la dinastia Zhou va anunciar un període en què els seus estats feudals es van fer cada vegada més independents i poderosos per dret propi. Les filosofies que van dictar com s'havia d'ordenar el món es van fer especialment abundants en aquest període complex, la majoria destacant la inferioritat de les dones envers els homes. Malgrat això, les dones familiars dels governants van tenir un paper clau en la diplomàcia. Per exemple, dues esposes del duc Wen de Zheng van visitar personalment el rei Cheng de Chu (楚成王) per donar-li les gràcies després d'enviar ajuda militar a Zheng.
Malgrat les regles socials de la segregació per sexes, les dones eren les encarregades d'esdeveniments celebrats a casa seva (l'àmbit domèstic), fins i tot si les regles socials deien que no haurien de fer-ho. Fins i tot per a reunions restringides als homes, la dona de la casa sovint podia observar la reunió. En un cas, un ministre de Jin va demanar que la seva dona avalués els seus companys durant una festa amb beguda des de darrere d'una pantalla; la seva dona va donar consell al ministre sobre les personalitats dels seus convidats. De la mateixa manera, un ministre de Cao va permetre a la seva dona observés una reunió entre ell i Chong'er de Jin. Va jutjar que Chong'er es convertiria en un líder excepcional, no obstant això, el governant de Cao, el Duc Gong, va tractar a Chong'er amb menyspreu. Després de la seva reinstauració, Chong'er va envair Cao. Les evidències, per tant, suggereixen que les dones estaven estretament involucrades en esdeveniments polítics i socials importants, fent de conselleres, planificadores i proveïdors d'aliments.
Les professions enregistrades per a dones de classes socials inferiors en aquest període inclouen teixidores, cuineres i intèrprets musicals. Tanmateix, la majoria d'evidències textuals i arqueològiques es refereixen a dones de classe alta, cosa que dificulta la reconstrucció de la vida de la gent quotidiana.

## La Xina Imperial

### La dinastia Qin (秦朝)(221 aC–206 aC)
Els ensenyaments confucians recolzaven la patrilinealitat i la patrilocalitat; no obstant això, els ensenyaments no es van seguir al peu de la lletra a la vida diària. A les terres de l'antic estat de Qin, era habitual que les famílies pobres evitessin l'obligació d'entregar a un fill una part de la propietat familiar quan assolia l'edat adulta enviant-lo a viure amb la família de la seva dona. Aquesta pràctica va ser observada per les classes altes, i els homes que vivien amb les famílies de les seves dones van ser els objectius de la «purga d'indesitjables» del 214 aC. Van ser enviats per ajudar a l'expansió de Qin cap al sud, i després es van instal·lar a les zones del voltant de Fuzhou (福州市) i Guilin (桂林市). Hinsch ha defensat que la pràctica de la residència matrilocal era molt comuna entre les classes baixes al llarg de la història de la Xina Imperial ja que els homes pobres podien utilitzar-la per millorar les seves perspectives, mentre que la propietat familiar de la dona no s'hauria de dividir entre diversos parents.

### La dinastia Han (漢朝)(206 aC–220)
Els registres testifiquen que les dones exerceixen autoritat a través de les seves famílies. Zhu Ling (朱 凌) recorda que, després de la mort del seu pare, la seva mare va tornar amb la seva família natal i es va criar allà. Tot i que els ensenyaments confucians dictaminaven que un fill havia de ser criat per la família del pare, el fet que això no passés fa pensar que l'èmfasi en la patrilinealitat va ser menys forta durant la dinastia Han. A més, sembla que la família de la mare de Zhu va atreure a casa seva diversos nous gendre a través dels matrimonis de la mare.
Els matrimonis matrilocals eren relativament freqüents en el període Han, encara que en alguns estats més que en altres. Per exemple, a l'estat de Qin, un fill tindria una part de la propietat familiar a partir de la majoria d'edat, però aquesta no sempre va ser una opció per a famílies empobrides, que sovint optaven per enviar el seu fill a viure amb la família de la seva dona. A aquests homes se'ls coneixia com a «zhuìxù» (贅婿; gendre peó), i la llei Qin els va prohibir que exercissin càrrecs governamentals. No obstant això, per a la gent comuna, no hi va haver cap fort prejudici en aquesta pràctica, ja que la mare de Zhu va atraure fàcilment dos nous marits.
Malgrat el dogma confucianista elogiava les vídues que no es tornaven a casar, la mare de Zhu es va tornar a casar en diverses ocasions, com es registra en altres textos Han. En el cas de la voluntat de Zhu, la seva dispensació va ser dictada per la seva mare, no pel mateix Zhu. La mare descriu en la dispensació que va comprar dos camps de morera i dos de arrossar que va confiar a les seves filles, Xianjun (仙 君) i Ruojun (弱 君), que eren pobres (presumptament casades amb altres famílies). Això indica una connexió continuada entre una dona i la seva família natal durant el període Han, així com l'opció que les dones puguin comprar i treballar terres. No obstant això, Xianjun i Ruojun no van poder mantenir definitivament els camps, ja que van ser lliurat a un germà petit per alliberar-lo dels treballs forçats.

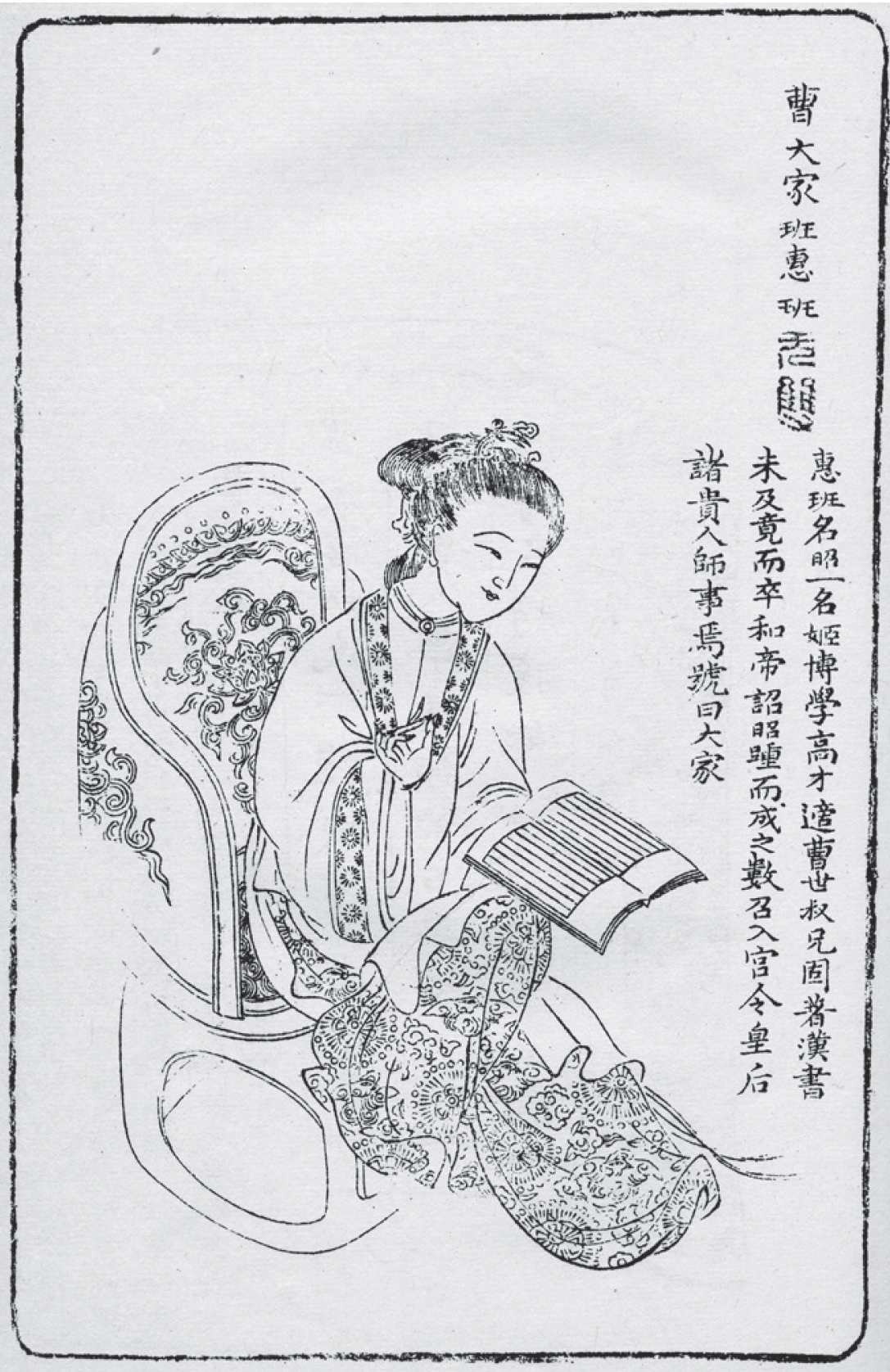
La historiadora i poeta Ban Zhao (班昭). Dibuix de 1690
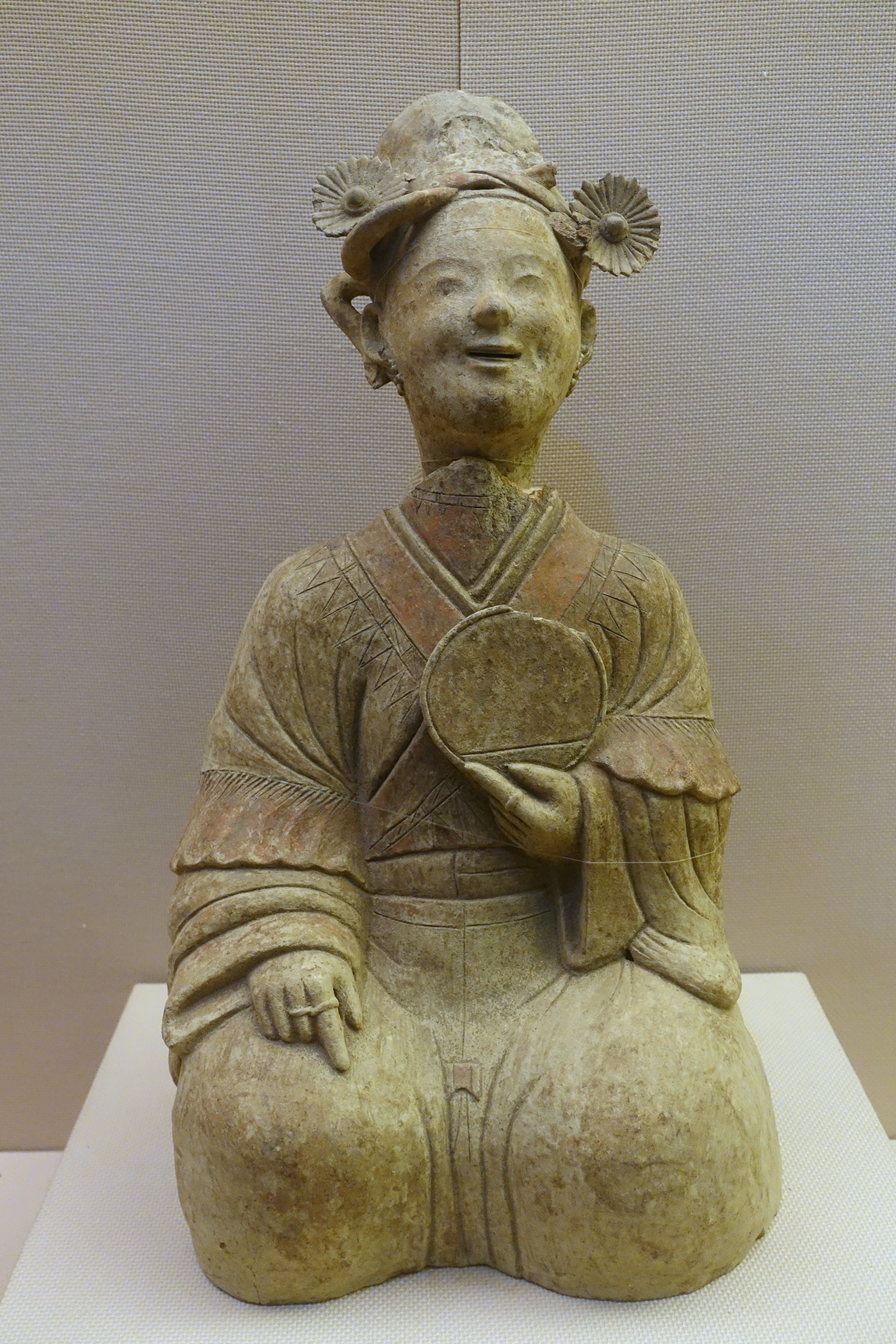
Una dona asseguda amb un mirall de bronze. Desenterrada d'una tomba de Songjialin, comtat de Pi, Sichuan
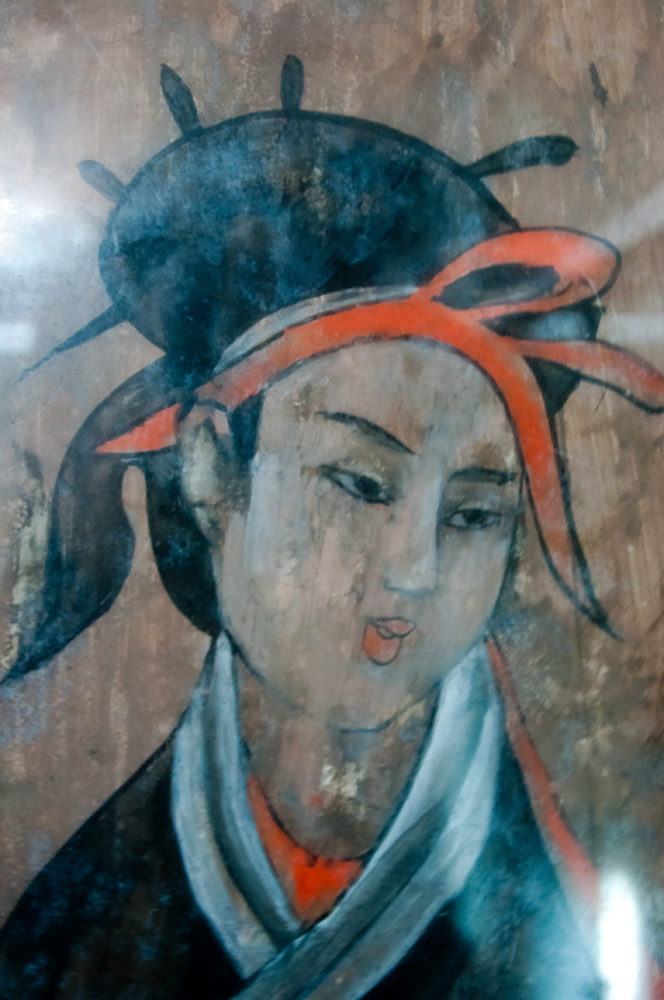
Una dona amb un pentinat d'estil Han oriental
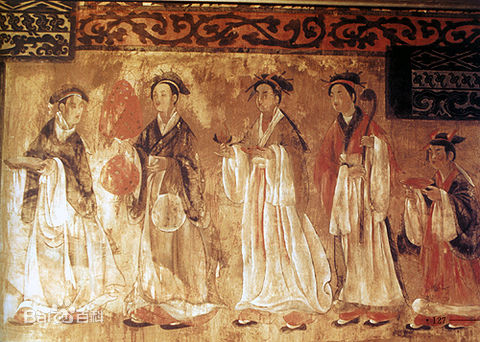
Dones vestides amb túniques hanfu de seda
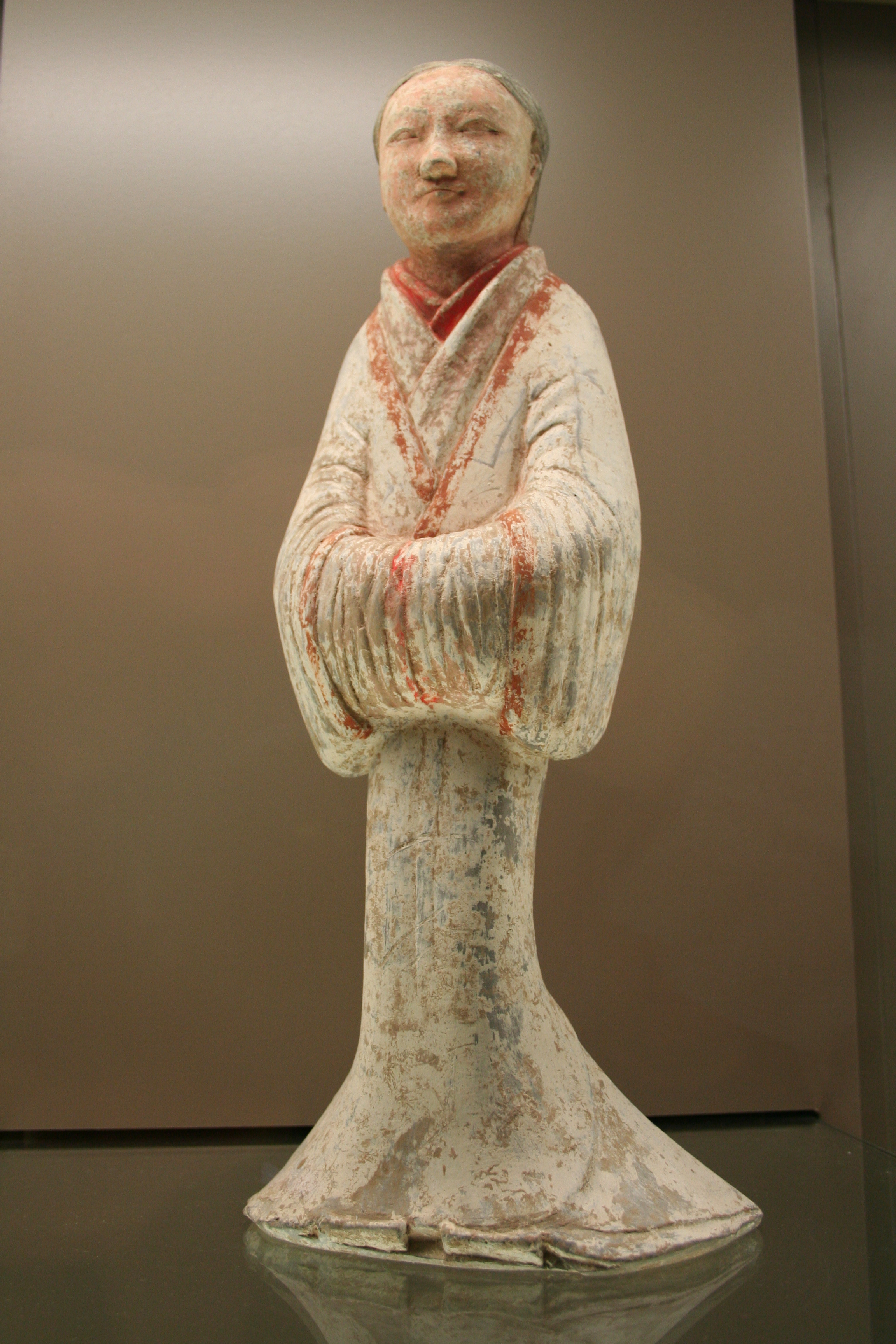
Una figureta Han orienta de ceràmica pintada d'una criada amb túnica de seda

La historiadora i poeta Ban Zhao (班昭), autora de Lliçons per a dones (女誡), descriu la «virtut femenina» (女德) com a no necessària, «un talent brillant o una diferència notable. El llenguatge femení no ha de ser intel·ligent en les disputes ni en les converses».
Els sistemes d'impostos durant el Han Occidental i Oriental van estipular que tant les dones com els homes d'entre 15 i 56 anys han de pagar impostos. Com a resultat, les dones podrien ser propietàries i administradores de la seva propietat. Els documents recullen que les dones camperoles tenien assignades 20 mu de terres (1,2 Ha), mentre que els impostos es fixaven segons la línia de base de la unitat de marit i dona. A les parelles casades se’ls imposava un pany de seda i 30 dou de mill (300 dm³), mentre que els impostos per a dones i homes no casats s'ajustaven de manera que quatre persones pagaven l'equivalent d'una parella casada. L'any 604, l'emperador Yang de Sui (隋煬帝) va modificar el sistema de manera que només els homes podien tenir propietat i pagar impostos.
Després de la dinastia Han, durant el període dels Tres Regnes (三国时代), l'escriptor Fu Xuan (傅玄) va escriure un poema, tot recordant l'estatus de les dones. Comença el poema: «Què trist és ser dona! Res a la terra és tan barat». Fu Xuan era un confucià, però, el baix estatus de la dona va ser descrit comunament en relació al confucianisme adoptat durant la dinastia Han.

### La dinastia Tang (唐朝)(618–907)
La dinastia Tang ha estat descrita com una edat daurada per a les dones, en contrast amb el neoconfucianisme de la posterior dinastia Song que va veure que pràctiques com l'embenat de peus (纏足), el suïcidi de la vídua, i la castedat de la vídua esdevenien normes socials. Aquesta imatge de la llibertat de les dones prové del fet que l'Imperi Tang va estar governat per diverses dones poderoses durant mig segle. Wu Zetian (武則天) va passar de ser la concubina de l'emperador Gaozong (高宗) a governar el país, primer com la seva emperadriu consort (皇后), després com a regent del seu hereu, i finalment com a emperadriu (皇帝) de la nova dinastia Zhou el 690. Les dones que van participar en la política en aquest moment incloïen l'emperadriu Wei (韋皇后) i la princesa Taiping (太平公主). Les actituds envers les dones acostumaven a ser despectives, tal com es demostra en la diplomàcia entre els governants de Tang amb les dones sobiranies d'altres estats. L'emperador Taizong (太宗) va dir a l'ambaixador de la reina Seondeok de Silla (선덕여왕) que resoldria el problema dels seus agressius veïns enviant un príncep Tang a governar Silla, raonant que els regnes de Baekje i Goguryeo estaven clarament embogits per ser governats per una dona.
La societat Tang va seguir les tradicions del nord de la Xina, que van interactuar estretament amb els pobles nòmades de l'Àsia central i l'estepa euroasiàtica. En aquestes societats, les dones i els homes eren més iguals del que era permés durant la dinastia Han (漢朝), gestionaven conflictes legals, s'implicaven en la política i participaven en la guerra. La princesa Pingyang (平阳公主), filla de l'emperador Gaozu de Tang (高祖) (el primer emperador de la dinastia Tang), va ser fonamental per fundar la dinastia Tang, aixecant i comandant un exèrcit de 70.000 soldats per ajudar la campanya del seu pare. A més, les dones van continuar ocupant posicions poderoses en la consciència social, apareixent en els contes com a esperits poderosos responsables del destí de la llar, així com xamanes, malgrat que durant la Tang ja existia una classe secular de metges.

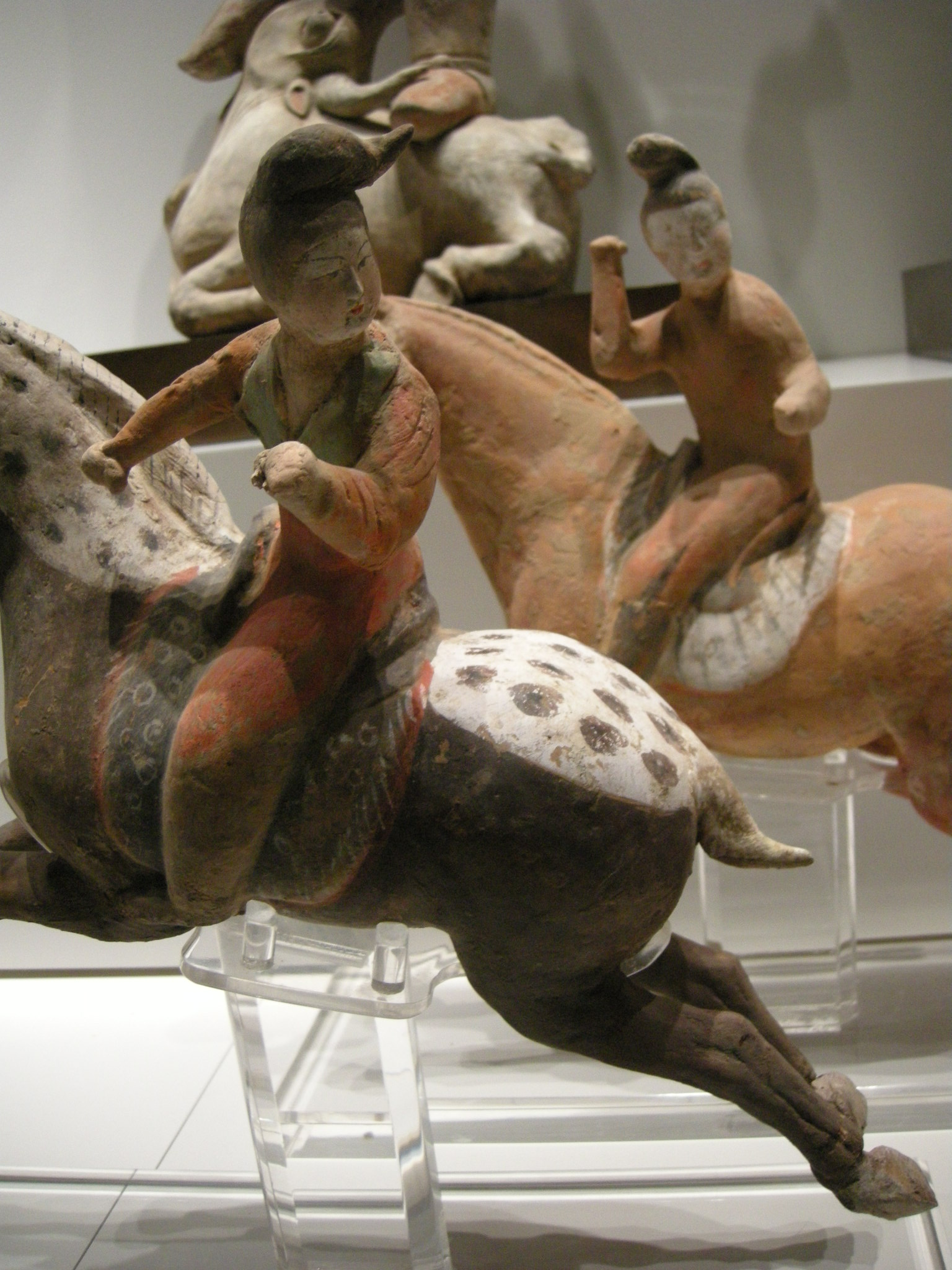
Models de ceràmica de dones Tang que juguen a polo i portaven pantalons
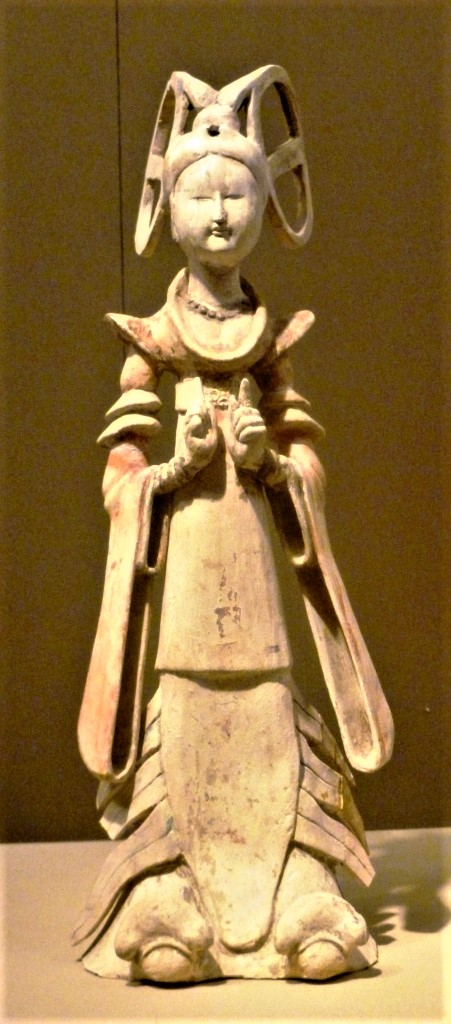
Ballarina pintada amb anells al cap. Dinastia Tang
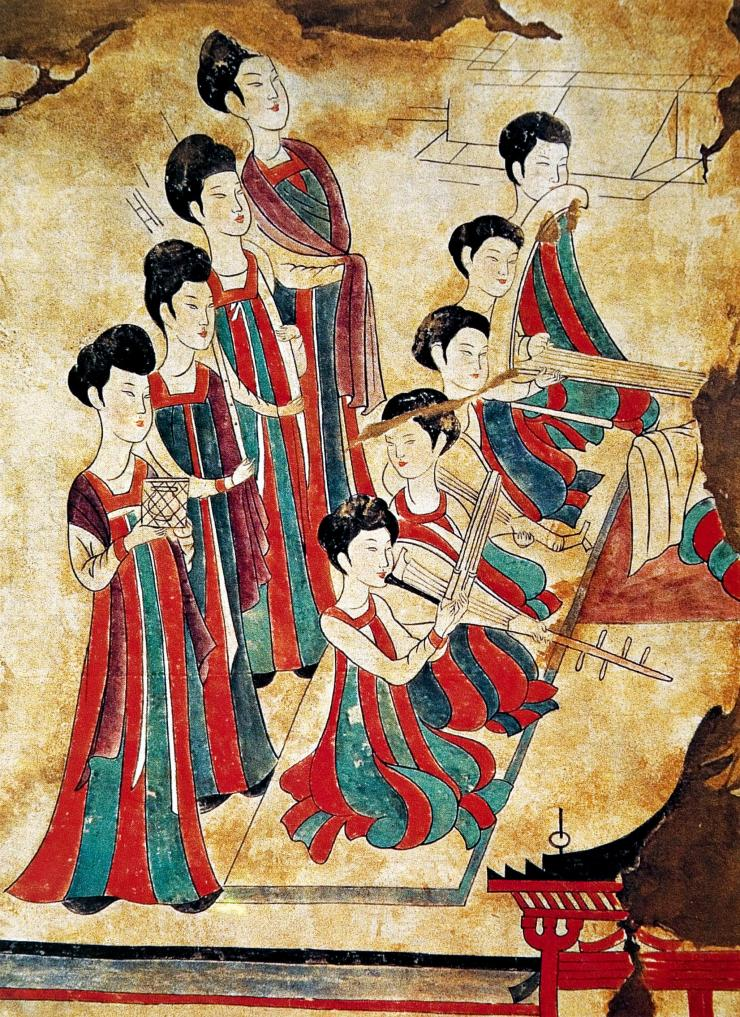
Una colla de dones músiques pintades a les parets de la tomba de Li Shou (李壽) (segle vii)
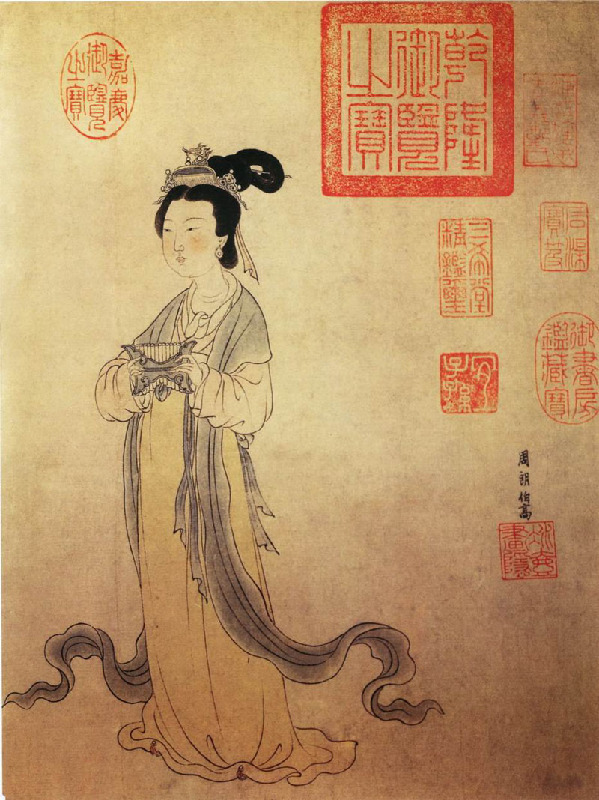
Retrat de la poetessa Du Qiuniang (杜秋娘), de la dinastia Tang
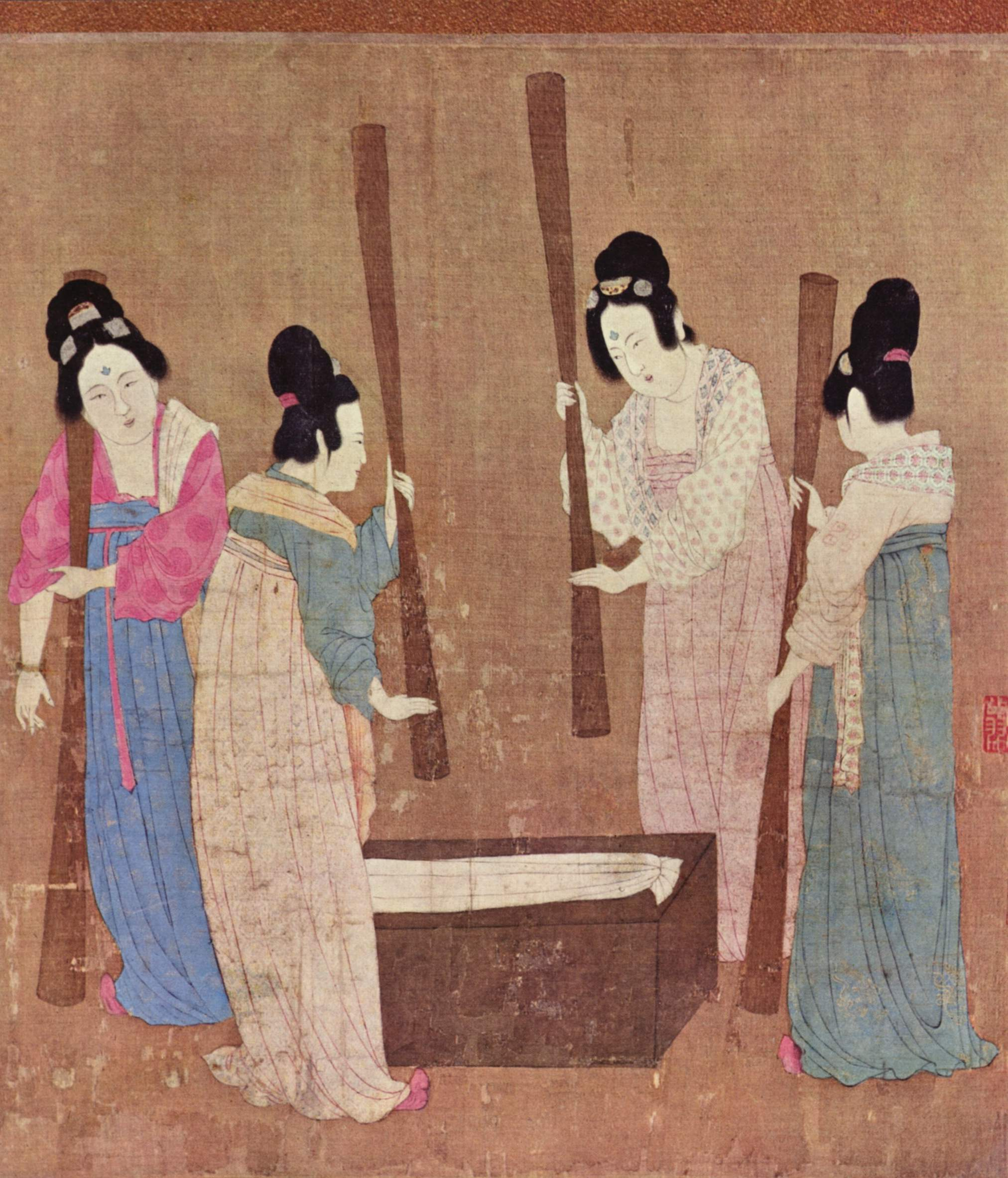
Cortesanes que preparen teixit de seda (搗練圖卷), atribuïda a l'emperador Huizong de Song, a l'estil del pintor Zhang Xuan, de la dinastia Tang

La freqüència de casar dones amb governants estrangers per forjar aliances polítiques (matrimonis d'Estat) va augmentar durant el Tang. En contraposició a les dinasties anteriors, les princeses enviades per la cort de Tang eren generalment membres de la casa imperial. Lluny de ser objectes passius comercialitzats entre estats, s'esperava que les princeses actuessin com a ambaixadores i diplomàtiques de Tang davant les Corts on es van casar. Algunes també van ser d'ambaixadores culturals, com en el cas de la princesa Wencheng (文成公主), a qui, juntament amb la seva co-dona Bhrikuti (भृकुटी) del regne de Licchavi, se li atribueix la introducció del budisme al Tibet. En el matrimoni de la princesa Taihe (太和公主) es va veure un exemple de princesa que exerceix de diplomàtica política amb el cap del Kanat Uigur. Després de quedar vídua el 824, la princesa Taihe va ser segrestada dues vegades durant el conflicte amb el Ienisseï kirghiz i va fer petició a l'emperador Wuzong de Tang (唐武宗) per reconèixer formalment el líder rebel. El missatge que li va enviar l'emperador Wuzong, gravat al Zizhi Tongjian (資治通鑑 ; Gran mirall d'ajuda al govern), revela les expectatives polítiques que van fer aquestes diplomàtiques:
| « | 先朝割愛隆婚，義寧家園，謂回顧必能御侮，安靜塞垣。今回顧所為，甚不循理，每馬首南向，姑得不畏高祖、太宗之威靈！慾侵擾邊疆，豈不思太皇太后慈愛！為其國母，足得指揮。若回顧不能稟命，則是棄絕姻好，今日已後，不得以姑為詞！ Originalment, l'imperi va perdre a la seva estimada filla per un matrimoni que faria la pau amb el Kanat Uigur i que els va ajudar a estabilitzar i defensar les fronteres de l'imperi. Recentment, les accions del kanat han estat completament raonables i els seus cavalls han arribat al sud. Tia, no tinguis por de la ira de l'ànim de l'emperador Gaozu i l'emperador Taizong. Quan perillin les fronteres de l'imperi, penseu en el vostre l'amor a la Gran Emperadriu Vídua! Sou la mare del kanat i hauríeu de ser prou poderosa per emetre ordres. Si el kanat no segueix les vostres ordres, això posarà fi a la relació entre els nostres dos estats i ja no es podran amagar darrere vostre! | » |

Durant la dinastia Tang va aparèixer una creixent percepció de les dones com una mercaderia. Tot i que anteriorment només les classes altes tenien concubines (妾) a més d'una esposa (妻), els codis legals Tang van exposar les diferències formals entre les esposes i les concubines, així com els fills nascuts per cadascuna. Un home només tenia permès tenir una esposa, però podia «comprar tantes concubines com es pogués permetre». L'estat jurídic d'una concubina estava molt lluny del d'una criada (婢), amb les criades que calia «alliberar» (放) per canviar de posició. No obstant això, s'esperava que una concubina servís a l'esposa de la mateixa manera que una criada, els seus fills havien de tractar l'esposa com la seva mare legal i, a la mort del marit, no tenia cap tipus de reclamació sobre la propietat que deixava. Tot i que en principi les dones no es venien, la percepció de les dones com a «béns comercialitzables» va facilitar que els marits venguessin les seves dones a les propietàries dels prostíbuls, com les que es trobaven a l'est de Chang'an. Els cortesanes de Chang'an es van emprar per cantar, conversar i entretenir els clients, semblant a la geisha japonesa. Les noies havien estat sovint captaires o comprades a famílies pobres. Quan entraven al prostíbul, les noies prenien el cognom de la propietària. Una sortida era casar-se amb un client o convertir-se en concubina. Les malalties venèries van ser reconegudes durant el Tang i els metges van documentar-ne una de semblant a la gonorrea que es propagava a través del coit.
El nivell d'educació requerit per ser cortesanes, unit a la seva clientela sovint alfabetitzada, va fer que moltes escrivissin poesia comentant sobre la societat i els esdeveniments actuals. Li Ye (李冶) va tenir tanta fama pel seu talent literari que va ser convocada a la cort de l'emperador Dezong de Tang (唐德宗) per compondre poesia per a ell. Dezong era conegut per la seva estimació per les estudioses i el talent femení, ja que abans havia convocat a les cinc germanes Song i va quedar tan impressionat pels seus coneixement dels clàssics i de la poesia que les va emprar com a poetes de la cort. Diverses altres poetes de l'època, com Li Ye, van passar per diverses divisions socials, sent diverses vegades cortesanes i monges taoistes. Altres exemples d'aquestes dones són Xue Tao (薛涛) i Yu Xuanji (鱼玄机). No totes les dones poetes durant el Tang eren cortesanes, però les dones escriptores eren prou comunes que l'erudit Cai Xingfeng (蔡省風) va editar una col·lecció de poesia escrita exclusivament per dones, coneguda com a Col·lecció de les noves cançons del llac de Jade (瑤池新詠集). Song Ruoshen (宋若莘), Song Ruozhao (宋若昭), Song Ruoxian (宋若憲), Song Ruolun (宋若倫) i Song Ruoxun (宋 若 荀), conegudes com les cinc germanes Song, van ser cinc germanes que van ser empleades com a poetes oficials a la cort imperial. Una altra poeta coneguda va ser Du Qiuniang (杜秋娘), qui va ser l'única poetessa que es va incloure a la famosa antologia Tres cents poemes Tang.
Entre els exemples d'ocupacions de les dones es troben el comerç (venda de productes alimentaris), teixir, la tinença de cucs de seda, el cant, el ball, l'acrobàcia, l'actuació al carrer, la narració de contes i secretària de funcionaris. Unir-se a una institució religiosa va ser també una opció professional per a moltes dones. A principis del segle viii, Chang'an tenia 27 monges budistes i sis temples taoistes amb sacerdotesses. Les monges van participar en processons religioses, com l'arribada d'una relíquia budista a Chang'an, quan les monges i els monjos van caminar darrere del vehicle que transportava l'os del dit de Buda.
El sistema d'impostos de Tang calculava la quantitat que tots els homes adults devien a l'estat; les dones no eren tributades. Tanmateix, part de l'impost d'homes incloïa 6 metres de seda o 7'5 metres de teixit de lli per les dones de la seva llar. En resum, el govern donava per fet que una dona seria representada davant la burocràcia oficial per un tutor masculí. Charles Benn assenyala que algunes dones Tang es cobrien els seus cossos amb un mantell de cap a peus, amb només un petit buit per als ulls. La intenció era evitar les mirades dels homes quan estaven a prop d'ells. La moda va començar a esvair-se al segle viii, fins que l'emperador Gaozong de Tang ho va trobar angoixant, ja que les dones exposaven les seves cares quan s'aventuraven a l'exterior. Gaozong va publicar dos edictes que intentaven reviure l'estil, però el mantell va ser reemplaçat aviat per un barret de punta ampla amb un vel de gasa penjat des de la vora fins a les espatlles.

### La dinastia Song (宋朝)(960–1279)

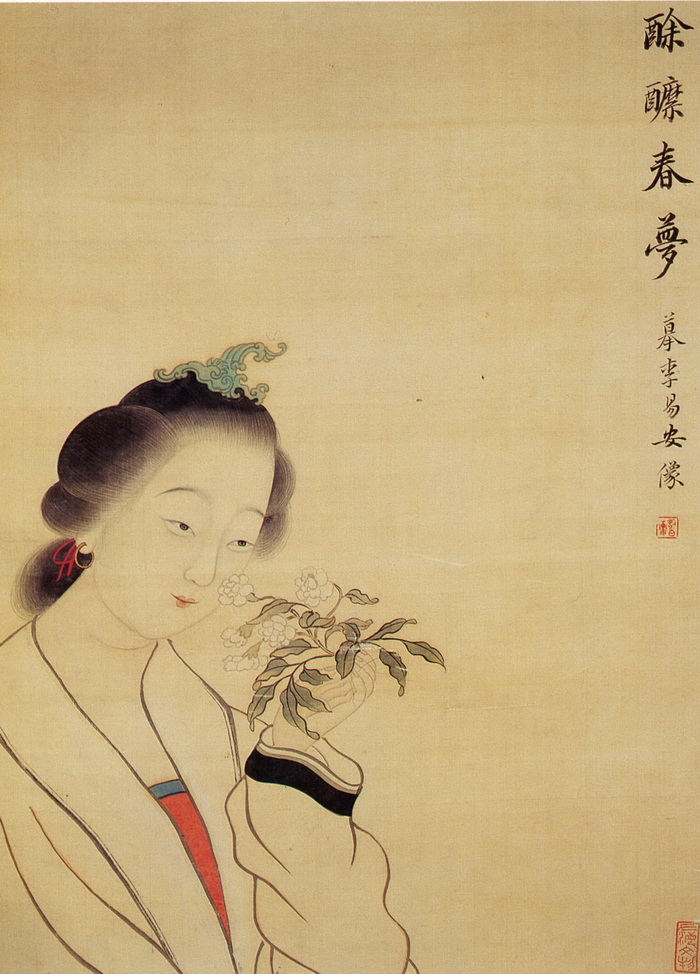
Li Qingzhao (李清照) (1084-1155), poeta de la dinastia Song

Durant la dinastia Song, el neoconfucianisme es va convertir en el sistema de creences dominant, i s'ha argumentat que l'augment del neoconfucianisme també va provocar una davallada de l'estatus de les dones. Des de la dinastia Song en endavant, les restriccions a les dones es van fer més intenses. Els neoconfucians del període, com Sima Guang (司馬光), veien que els homes i les dones formaven part de l'ordre yin i yang, amb la distinció i la separació que s'estén cap a l'interior (dones) i l'exterior (homes), pel qual les dones haurien de romandre a l'interior de la llar i no sortir fora a partir dels deu anys, i les dones no haurien de discutir les qüestions dels homes del món exterior. També es va acusar al destacat neoconfucianista Zhu Xi (朱熹) de creure en la inferioritat de les dones, i que els homes i les dones havien de mantenir-se estrictament separats. Zhu Xi i neoconfucians com Cheng Yi (程颐) també van posar un gran èmfasi en la castedat, amb Cheng Yi acusat de promoure el culte a la castedat de la vídua. Cheng Yi va considerar que era inadequat casar-se amb una vídua ja que havia perdut la seva integritat, i pel que fa a les vídues que s'havien empobrit a causa de la mort dels seus marits, Cheng va declarar: «Morir de fam és una petita qüestió, però perdre la castedat és una gran cosa». Es va elogiar a les vídures castes i, tot i que era normal que les vídues es tornessin a casar en el període inicial del Song, les segones núpcies es convertiria més tard en un estigma social, cosa que va provocar penúries i soledat per a moltes vídues. La poeta Li Qingzhao (李清照), després de la mort del seu primer marit, Zhao Mingcheng (赵明诚), es va tornar a casar quan tenia 49 anys, per la qual cosa va ser durament criticada.
Si bé se sol argumentar que la disminució de la condició de les dones des de la dinastia Song a la Qing es va deure a l'augment del neoconfucianisme, d'altres també han suggerit que la causa pot ser més complexa, fruit de diversos aspectes socials, polítics, forces legals, econòmiques i culturals, com per exemple el canvis en les pràctiques d'herència i l'estructura social. Aquests canvis van conduir al creixent domini de la ideologia patrilineal ortodoxa i les pràctiques familiars a tota la Xina es van normalitzar després per la llei estatal basada en principis patriarcals. No obstant això, els neoconfucians van ser en part els responsables d'aquests canvis. Per exemple, els neoconfucians de la dinastia Song van criticar la pràctica de les dones de mantenir les seves dots incloent-hi les propietats que havien heretat dels seus pares i, després de la mort dels seus marits, tornaven a la família del seu naixement juntament amb propietats com així com qualsevol riquesa que haguessin acumulat durant el matrimoni. Les vídues de la dinastia Song que tornaven amb la seva família original, anomenades guizong (歸 宗), gaudien de la protecció de les lleis sobre drets de propietat, cosa que facilitava el seu nou casament. Els neoconfucians van desafiar aquestes lleis i van defensar que aquestes vídues havien de quedar amb les famílies dels seus marits per donar-los suport. Aquests arguments neoconfucians es van guanyar a favor durant la dinastia Yuan, i es van promulgar lleis que prohibien a les dones tornar a endur-se les seves propietats a les famílies del seu naixement o a una altra família en cas que es tornessin a casar. Al fer-ho, la propietat d'una dona passava a ser propietat de la família del primer marit, cosa que va afectar el valor d'una dona i la possibilitat de tornar a casar-se.
Durant la dinastia Song, l'embenat de peus (纏足) també es va fer popular entre l'elit, més tard es va estendre a altres classes socials. Les primeres referències conegudes sobre els peus embenats van aparèixer en aquest període i les evidències de l'arqueologia també indiquen que la fixació dels peus es va practicar entre les dones d'elit al segle xiii. La pràctica podria haver-se originat entre ballarines d'elit immediatament abans de la dinastia Song, durant el Tang del Sud (937-976), i irònicament la popularitat creixent de la pràctica també va provocar la disminució de l'art de la dansa entre les dones, i a poc a poc es va començar a parlar menys sobre dones belleses i cortesanes, que també eren grans ballarines durant la dinastia Song.

### La dinastia Yuan (元朝)(1271–1368)
El paper de les dones a la dinastia Yuan (governada per mongols) està obert a diversos debats. Les dones mongoles, que es repartien el treball de pastoreig amb els homes, tenien més poder que les dones a la Xina contemporània. Tanmateix, la societat mongola era essencialment patriarcal i, generalment, s'esperava que les dones només servissin al seu marit i la seva família. Raixid-ad-Din (رشيد الدين الهمذانى) va dir de Genguis Kan que havia declarat: «La felicitat més gran és vèncer els teus enemics, veure'ls córrer davant teu, robar-los de la seva riquesa, veure als seus estimats banyats amb llàgrimes, aferrar a al teu cos les seves dones i filles».
Després de la invasió de la Cançó del Nord i del Sud, la població de l'imperi es va dividir en classes jeràrquiques, on la població han generalment era tractada malament. Wang Yuanliang, un poeta que va servir a les corts de Song i Yuan, va escriure poesia que assenyala les inquietuds de la vida diària durant la transició dinàstica. En poemes com el Cant d'Huzhou, retrata antigues dames imperials de la dinastia Song que eren vulnerables a la violència i els abusos durant aquest període. Guan Daosheng (管道昇), una poeta i pintora xinesa que va estar activa durant el començament dinastia Yuan, se li acredita ser «la dona pintora més famosa de la història xinesa ... recordada no només com a dona amb talent, sinó també com a figura destacada de la història de pintura de bambú». Zhao Luanluan (趙鸞鸞) va ser una poeta xinesa que va viure durant el regnat de Zhizheng (1341–1367), un temps caòtic al final de la dinastia mongola Yuan. Està inclosa incorrectament el Quan Tangshi (全唐詩), una antologia de la dinastia Qing dels poemes de la dinastia Tang, els compiladors de la qual es creu que eren cortesanes perquè va compondren alguns poemes eròtics.
Durant la dinastia Yuan, a causa de les diferents pràctiques culturals dels mongols i els han, hi va haver durant un temps diferents lleis que només s'aplicarien als mongols o a les comunitats han. Per exemple, entre els mongols, el levirat (quan un home es casa amb l'esposa del seu germà mort) era comú, però aquesta pràctica era mal vista pels xinesos han. Les lleis que van promoure la castedat de la vídua sobre les dones han es van promulgar en part sota la influència de la dinastia Song confunciana, que estaven en contra de les segones núpcies de les vídues. A principis de la dècada del 1300, a les dones se les va treure els drets de la dot i els perdrien els béns en cas d'abandonar el primer matrimoni.
Els historiadors Chou Hui-ling i William Dolby, mentre estudiaven biografies d'actors del segle xiv, han assenyalat que a la dinastia Yuan hi apareixien freqüentment més dones que mai. De fet, la majoria dels actors de la dinastia Yuan eren dones, en contraposició als actors masculins que tenien els seus papers. Es teoritza que, quan els mongols van conquerir la Xina, les dones han de totes les classes socials davant del desplaçament i la necessitat de guanyar ingressos, es van convertit en actrius.

### La dinastia Ming (明朝)(1368–1644)

Un arc commemoratiu a la castedat

Durant la dinastia Ming, les vídues castes van ser elevades al paper d'heroïnes culturals. La castedat de les vídues es va fer cada cop més habitual, i la castedat també es va associar amb el suïcidi (el suïcidi de les vídues va augmentar de forma espectacular durant l'època Ming. La «vídua casta» (節妇) va ser commemorada amb la construcció de «paifang (arcs) commemoratius a la castedat» (貞節牌坊) i santuaris, i se les va honorar amb escrits commemoratius. L'autoritat Ming va començar a premiar les vídues castes, i les vídues que es tornaven a casar perdien la dot i la propietat dels seus marits. Aquests canvis en les lleis de matrimoni i béns per descoratjar les segones núpcies es van iniciar durant la dinastia Yuan, cosa que va fer que la castedat de les vídues fos cada vegada més popular. L'Estat també va atorgar el «testimoni de mèrit» (旌表) a la castedat de la vídua, donant el vistiplau dels cultes locals de castedat mitjançant els quals es construïen paifang (arcs) commemoratius i santuaris per honorar les dones per membres de les seves famílies o comunitats. A finals del segle xvi, aquests premis també es van estendre a les dones que morien quan es resistien a una violació. Les dones que morien o es suïcidaven per protegir el seu honor van ser anomenades «dones ferotges» (烈女 ; liènǚ, però s'ha de tenir en compte que això es distingeix del terme homòfon «dones exemplars» (列 女 ; liènǚ), amb la paraula «ferotge» (烈 ; liè) portant connotació del martiri).
La contrapart a les «dones castes» del període Ming eren les «dones llicencioses» (淫妇). La literatura popular Ming de l'època va produir nombroses històries sobre dones molt desitjades, i la més notòria és la fictícia Pan Jinlian (潘金蓮) de la novel·la Jin Ping Mei (金瓶梅 ; La pruna al gerro d'or).
Una característica insòlita dels matrimonis imperials de la dinastia Ming va ser l'estipulació del seu fundador, l'Emperador Hongwu (洪武帝), que totes les consorts de la cort Ming havien de procedir de famílies de baix rang. El resultat d'aquesta política és que les dones de palau de l'època Ming eren menys poderoses en comparació amb les d'altres dinasties.

### La dinastia Qing (清朝)(1644–1912)
La posició social de la dona durant la dinastia Qing es va caracteritzar per estar sotmesa als principis confucians de patrilocalitat, patrilinealitat, exogàmia de pobles, economia agrària i divisions del treball en funció del gènere. Les dones no tenien drets legals a la propietat, excepte en relació amb les seves dots, i es limitaven principalment al treball que es podien dur a terme dins de la llar, com el teixir. Això es va veure facilitat per la pràctica comuna d'embenar els peus, que impedia que les dones es posessin dempeus o caminessin. En famílies pobres, els peus de les dones no podien estar embenats, però si els tenia embenats la dona treballaria igualment als camps de la família. Malgrat que els Qing van intentar posar fi aquesta pràctica (es va prohibir a les dones manxús embenar-se els peus), va ser impossible que els xinesos han el deixessin de fer. Com en períodes anteriors, les dones tenien que obeir les Tres Obediències (三从四德), i obeïssin els seus pares a la infància, els marits en casar-se, i els seus fills si quedaven vídues. Els noms personals de les dones són generalment desconeguts; se les coneixia com «l'esposa de [X]» o «la mare de [X]». Els èxits d'una dona durant la seva vida van estar estretament relacionats amb la seva capacitat de tenir fills; les que no podien eren vigilades pels seus marits, els sogres i els seus veïns. Si la dona no donava a llum en pocs anys, normalment el marit prenia una concubina. Les cartes escrites per dones (女书) entre «germanes de sang» (老同) mostren que moltes dones se sentien abandonades quan quedaven vídues, per la qual cosa les segones núpcies era una opció atractiva, sobretot si no tenien fills (afinats o nascuts) ni pares per dependre de la societat patriarcal.

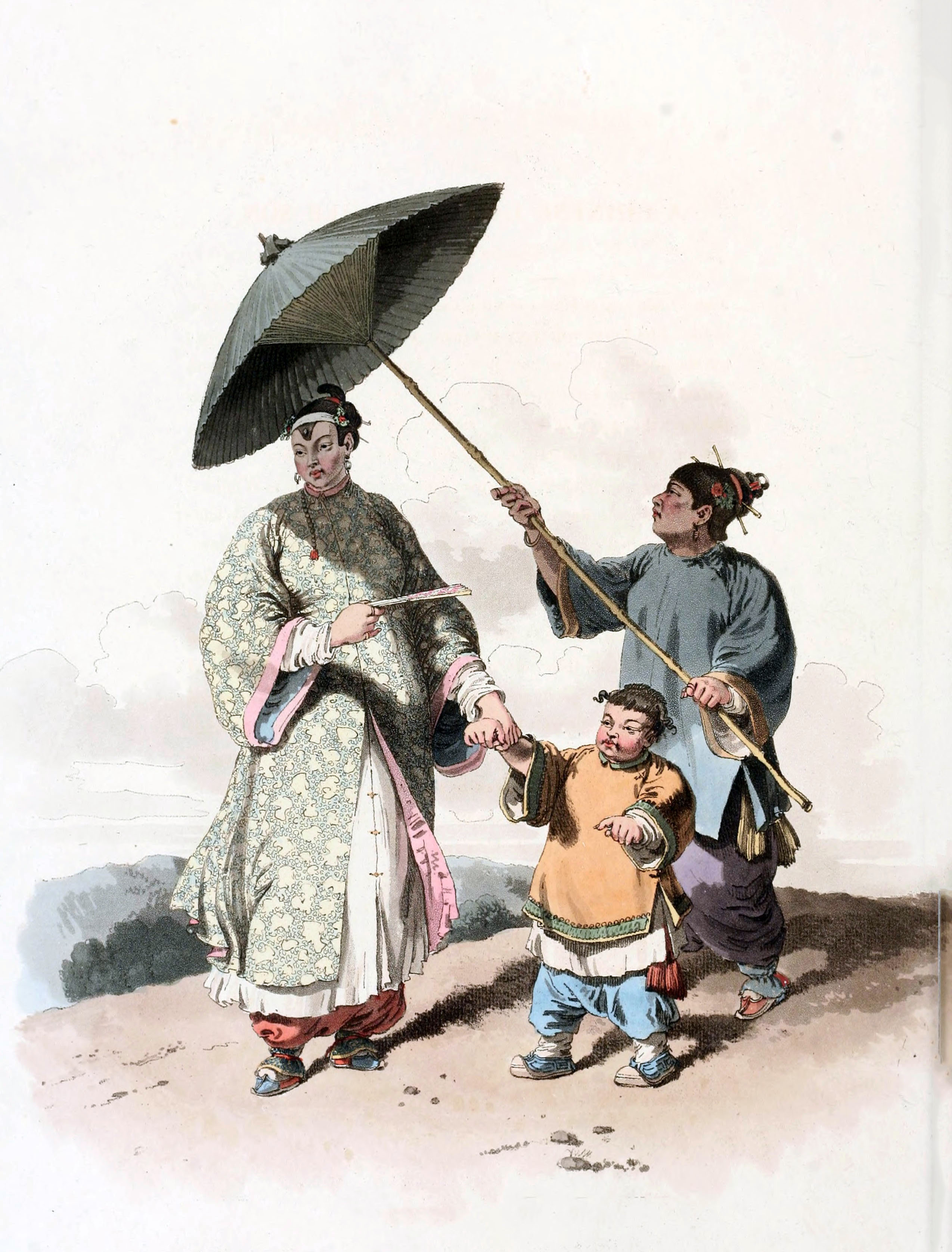
Dona amb el seu fill i la seva criada. Pintura europea, c. 1800
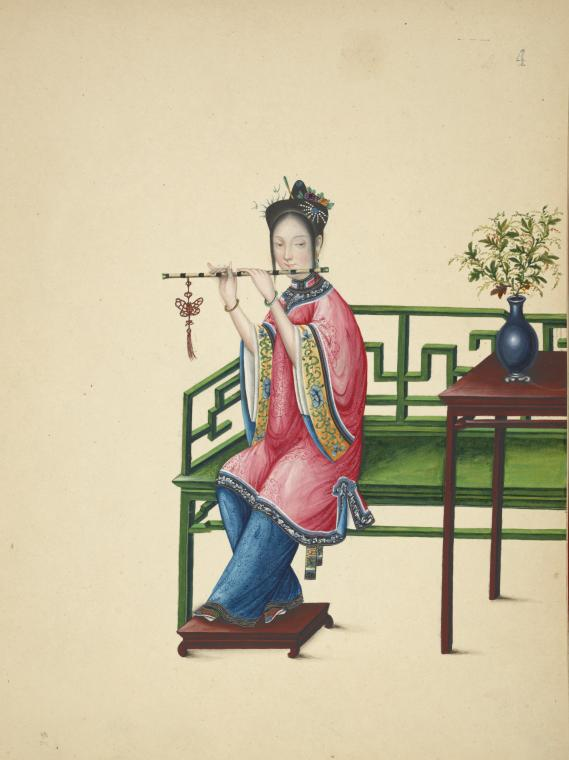
Dona tocant un dizi (笛子). Pintura xinesa, c. 1800
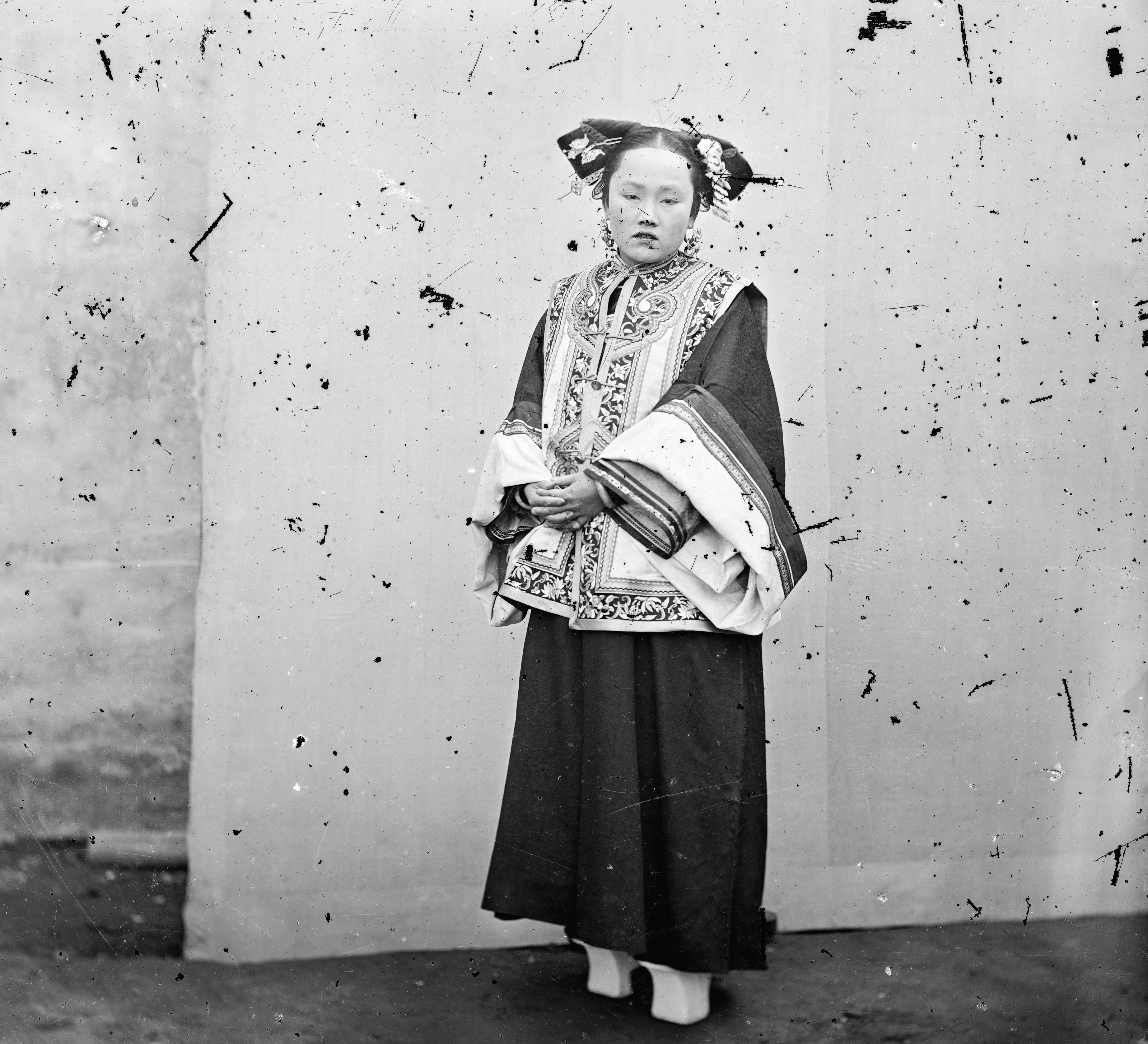
Fotografia d'una dona manxú de 1869 que duia sabates amb plataformes estretes i altes per donar la impressió que els seus peus són molt petits
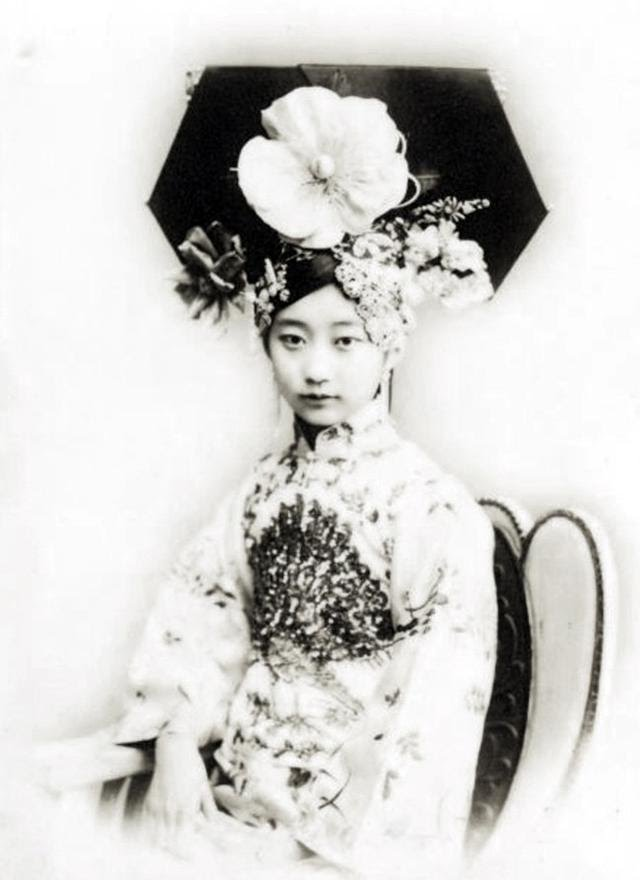
Dona noble, c. 1900
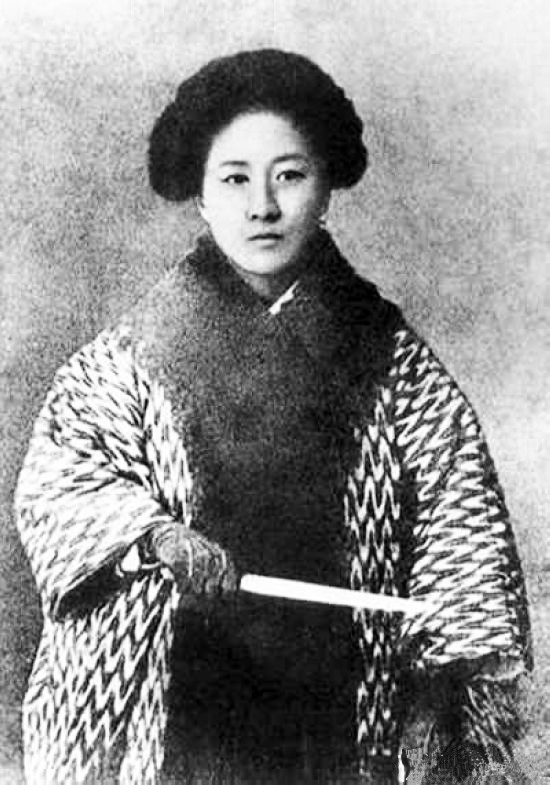
Qiu Jin (秋瑾) (1875-1907) és admirada a la Xina com activista dels drets de la dona

Les biografies de dones amb mèrit reconegut pel que els escriptors van jutjar com a èxits morals, com ara suïcidar-se per evitar violació, no casar-se mai per tal de defensar la pietat filial (孝), o quedar-se vídua abans dels 30 anys i quedar vídua durant més de 20 anys. Fins i tot en aquestes biografies, rarament es donen noms de dones. Si bé l'autoritat Ming aprovava la castedat de la vídua, va ser en el període Qing que es va promoure oficialment, amb la pràctica descrita per un historiador com a «eina burocràtica de reforma moral». Per promoure la castedat femenina a totes les comunitats, el govern va demanar als líders locals que designessin dones exemplars i que presentessin les seves biografies. Si es demostrava que la dona s'ajustava a la descripció d'una «vídua casta», la seva família rebria un elogi personal escrit per l'emperador o bé es construiria un «arc commemoratiu a la castedat» a la seva comunitat en memòria d'ella. Entre 1644 i 1736, aproximadament 6.870 dones de la regió de Jiangnan van rebre aquests honors. Es van construir nombroses arcs a la castedat i «arcs filials» (節 孝 坊) en comunitats de tota la Xina. A diferència del període Ming, els Qing van descoratjar activament la pràctica de les vídues joves que es suïcidaven per la mort del seu marit (尋死). Els crítics de la pràctica van argumentar que aquestes morts s'inspiraven més en la desesperació que en la lleialtat al marit mort, causada per les amenaces que rebien si es tornaven a casar, les lleis abusives, etc. La llei Qing també va donar als pares una autoritat absoluta sobre les seves filles, inclosa la capacitat de matar-les per un comportament que consideraven vergonyós, tanmateix, a un home se li va prohibir vendre a les seves dones, concubines o filles solteres.
El govern de Qing va elogiar les demostracions de la virtut i, per demostrar el seu compromís amb la moral, va desanimar als oficials i estudiants de visitar cortesanes. El desenvolupament de cercles acadèmics i literaris cultivats durant la dinastia Ming per cortesanes, com Dong Xiaowan (董小宛) i Liu Rushi (柳如是), van decaure i, a mesura que el Qing va deixar de regular les prostitutes, van aparèixer un gran nombre de prostíbuls de propietat privada. Alguns dels bordells més cars tenien dones de tradició cortesana, que podien cantar, ballar i entretenir els seus clients.

## Dones destacades de l'antiga Xina i de la Xina Imperial
- Ban Zhao (班昭)
- Dama Xu Mu (許穆夫人)
- Dong Xiaowan (董小宛)
- Du Qiuniang (杜秋娘)
- Emperadriu Wei (韋皇后)
- Fu Hao (婦好)
- Fu Jing (婦井)
- Li Qingzhao (李清照)
- Li Shou (李壽)
- Liu Rushi (柳如是)
- Pan Jinlian (潘金蓮)
- Princesa Pingyang (平阳公主)
- Princesa Taihe (太和公主)
- Princesa Taiping (太平公主)
- Princesa Wencheng (文成公主)
- Qiu Jin (秋瑾)
- Song Ruolun (宋若倫)
- Song Ruoshen (宋若莘)
- Song Ruoxian (宋若憲)
- Song Ruoxun (宋 若 荀)
- Song Ruozhao (宋若昭)
- Wu Zetian (武則天)
- Xue Tao (薛涛)
- Yu Xuanji (鱼玄机)
- Zhao Luanluan (趙鸞鸞)
- Zheng Mao (鄭瞀)